# أساطير أمريكية
الميثولوجيا الأمريكية (بالإنجليزية: American mythology)‏ إن الأساطير والخرافات الأمريكية تشكل القصص التقليدية المتعلقة بأكثر القصص والحكايات الشعبية الأسطورية، التي تعود إلى نهايات القرن الثامن عشر عندما استقر أوائل المستوطنين. وقد يشير مصطلح «الأساطير والخرافات الأمريكية» إلى الدراسات الحديثة لهذه التمثيلات وإلى الموضوع الاساسي كما هو متمثل في أدب وفن وثقافات الحضارات الأخرى في أي فترة زمنية.
إن القصص المأخوذة من الخرافات الأمريكية هي المصادر الأساسية لإلهام قصص وحكايات طويلة مثل بيغ فوت Bigfoot، وبول بونيان Paul Bunyan، والجوال الوحيد The Lone Ranger وهو مسلسل تلفزيوني درامي غربي أمريكي تم بثه على شبكة تلفزيون ABC من 1949 إلى 1957، وكان كلايتون مور في دور البطولة.

## الجاموس الأمريكي الأصلي
وتشترك الثقافة الأمريكية الأصلية كثيرا مع الأساطير. لقد استخدموا الأساطير لرواية قصص رائعة عن حياتهم وحياة أسلافهم. كما أنهم يستخدمون القصص لشرح العلاقة الخارقة بين البشر وبعض الحيوانات. أحد الجوانب المهمة جدًا في الأساطير الأمريكية الأصلية كان الجاموس، المعروف أيضًا باسم بيسون. كان يُنظر إلى الجاموس كمصدر غذائي محتمل للأمريكيين الأصليين، لكن كان من الصعب جدًا صيدهم خاصة قبل اختراع الأسلحة، وبدلاً من ذلك تم استخدامها في العديد من الطقوس التي شملت الرقص والصلاة. معظم الطقوس كانت مرتبطة بصعوبة اصطياد الجاموس وقتله.
كان يُنظر إلى الجاموس على أنها حيوانات مقدسة ولديها معرفة بالطب، وكان يُنظر إليها أيضًا على أنها قوية جدًا في عالم الروح. تم استخدام أجزاء الجسم في العديد من الطقوس الدينية الهامة.